# Loser (canción de 3 Doors Down)
«Loser» es una canción de la banda de rock alternativo estadonidense 3 Doors Down, lanzada a través de Republic Records el 26 de junio de 2000 como el segundo sencillo de su primer álbum de estudio The Better Life (2000). La canción estuvo 21 semanas en el puesto número uno de la lista estadounidense de Billboard Mainstream Rock Tracks, un récord histórico para la lista. Además, alcanzó el puesto número cuatro en el RPM Rock Report canadiense y ascendió al número cinco en Portugal en abril de 2003.

## Letra
Según el letrista principal, Brad Arnold, la canción está escrita desde la perspectiva de un amigo de la infancia que se volvió adicto a la cocaína. La letra describe síntomas de depresión y abstinencia, y alude al suicidio.

## Video musical
El video musical, dirigido por Liz Friedlander, muestra a la banda interpretando la canción en una escuela secundaria con poca luz. Según Arnold, la filmación del video se realizó en California.

## Lista de canciones
Europeo CD single
1. "Loser" (Top40 radio edit) – 3:50
2. "Loser" (en vivo) – 5:38

Australiano y Europeo maxi-CD single
1. "Loser" (versión álbum) – 4:21
2. "Loser" (acústico, Radio Fritz, Berlin) – 3:59
3. "Loser" (en vivo) – 5:38
4. "Kryptonite" (versión acústico) – 3:49

## Posicionamiento en lista
| Lista (2000–2003)                           | Posición |
| ------------------------------------------- | -------- |
| Alemania (Offizielle Deutsche Charts)       | 78       |
| Australia (ARIA)                            | 68       |
| Bélgica (Flandes) (Ultratip Bubbling Under) | 9        |
| Estados Unidos (Billboard Hot 100)          | 55       |
| Estados Unidos (Adult Top 40)               | 36       |
| Estados Unidos (Alternative Airplay)        | 2        |
| Estados Unidos (Mainstream Rock)            | 1        |
| Netherlands (Dutch Top 40 Tipparade)        | 6        |
| Países Bajos (Mega Single Top 100)          | 67       |
| Nueva Zelanda (Recorded Music NZ)           | 37       |
| Portugal (AFP)                              | 5        |